# World Series of Poker 1992
De World Series of Poker 1992 werd gehouden in de Binion's Horseshoe in Las Vegas van 22 april t/m 16 mei. Het was de 23ste editie van de World Series of Poker, het grootste pokerevenement ter wereld.

## Toernooien
| Event                          | Winnaar             | Prijs    | Tweede               |
| ------------------------------ | ------------------- | -------- | -------------------- |
| $1.500 Seven Card Stud         | Men Nguyen          | $120.600 | Tom McEvoy           |
| $1.500 Pot Limit Hold'em       | Buddy Bonnecaze     | $115.800 | Jimmy Athanas        |
| $1.500 Seven Card Razz         | Lamar Hampton       | $80.400  | Men Nguyen           |
| $1.500 Omaha 8 or better       | Eli Balas           | $122.400 | Marlon De Los Santos |
| $1.500 No Limit Hold'em        | Lance Straughn      | $152.400 | Greg Angel           |
| $1.500 Seven Card Stud Split   | Rick Steiner        | $105.000 | Marsha Waggoner      |
| $1.500 Limit Hold'em           | Bob Abell           | $226.800 | Rocky Ramano         |
| $1.500 Limit Omaha             | Tom McEvoy          | $79.200  | Berry Johnston       |
| $1.500 Pot Limit Omaha         | Billy Thomas        | $81.000  | Joe Lazar            |
| $5.000 Deuce to Seven Draw     | Mickey Appleman     | $119.250 | Huck Seed            |
| $1.500 Ace to Five Draw        | Dal Derovin         | $90.000  | Vince Burgio         |
| $2.500 Limit Hold'em           | Erik Seidel         | $168.000 | Phil Hellmuth Jr     |
| $2.500 Seven Card Stud         | Ray Rumler          | $106.000 | Ester Rossi          |
| $5.000 Pot Limit Omaha         | Hoyt Corkins        | $96.000  | O'Neil Longson       |
| $2.500 Pot Limit Hold'em       | Kenny Duggan        | $134.000 | Noli Francisco       |
| $5.000 Seven Card Stud         | Paul "Eskimo" Clark | $122.000 | Ray Rumler           |
| $2.500 No Limit Hold'em        | Lyle Berman         | $192.000 | Humberto Brenes      |
| $5.000 Limit Hold'em           | Phil Hellmuth Jr    | $168.000 | Steve Kopp           |
| $1.000 Ladies' Seven Card Stud | Shari Flanzer       | $38.000  | Kim Alford           |

## Main Event
Het Main Event was het grootste toernooi van de WSOP van 1992. Het is een 10.000 dollar No-Limit Texas Hold'em toernooi. De winnaar van dit toernooi wordt gezien als de officieuze wereldkampioen poker. Er deden in totaal 201 spelers mee.

### Finaletafel
| Positie | Naam             | Prijs      |
| ------- | ---------------- | ---------- |
| 1       | Hamid Dastmalchi | $1.000.000 |
| 2       | Tom Jacobs       | $353.500   |
| 3       | Hans "Tuna" Lund | $176.750   |
| 4       | Mike Alsaadi     | $101.000   |
| 5       | Dave Crunkleton  | $60.600    |
| 6       | Clyde Coleman    | $30.300    |

### Andere hoge posities
| Positie | Naam             | Prijs   |
| ------- | ---------------- | ------- |
| 7       | Johnny Chan      | $25.250 |
| 8       | Jack Keller      | $20.200 |
| 12      | John Bonetti     | $10.100 |
| 13      | Todd Brunson     | $10.100 |
| 15      | Bobby Baldwin    | $10.100 |
| 20      | Surinder Sunar   | $8.080  |
| 21      | Telly Savalas    | $8.080  |
| 22      | Barry Greenstein | $8.080  |
| 23      | Mike Sexton      | $8.080  |